# Yoon Eun-hye
Dans ce nom coréen, le nom de famille, Yoon, précède le nom personnel.
Yoon Eun-hye (hangeul : 윤은혜, hanja : 尹恩惠 ; née le 3 octobre 1984 à Séoul) est une actrice, chanteuse et mannequin sud-coréenne. Elle a débuté comme membre du girl group Baby V.O.X, de 1997 à 2005. Elle est ensuite devenue actrice et a acquis la notoriété dans les dramas Princess Hours (2006) et The 1st Shop of Coffee Prince (2007).

## Biographie

### 1999 - 2005: L'époque deBaby V.O.X.
En 1999, quand le girls band Baby V.O.X perd l'une de ses membres à la suite d'un scandale, Yoon Eun-hye est choisie pour la remplacer. Alors âgée de 15 ans, elle est de loin la plus jeune membre du groupe.
Au sein du girls band, Yoon Eun-hye acquit rapidement la réputation d'une personne « maligne », dont la personnalité brillante est encensée malgré son jeune âge.
Sur cette période, elle est néanmoins régulièrement attaquée sur son apparence : victime de grossophobie, elle est considérée en surpoids par rapport aux autres membres du groupe.
La décision d'intégrer l'adolescente au groupe n'est pas sans conséquence et cette dernière souffre de violentes critiques émises par ses détracteurs. Certains incidents prennent une tournure tragique. Le 25 mai 2000, alors que les membres de Baby V.O.X. attendent dans leur fourgonnette pour passer dans l'émission Music Engine, un individu non identifié parvient à se faufiler jusqu'au véhicule. L'homme se présente comme un fan et fait mine de remettre une peluche Pikachu à Yoon Eun-hye mais tire sur elle avec un pistolet à eau avant de prendre la fuite. Une odeur forte de soja et de vinaigre se dégage du projectile qui atteint la jeune fille à l’œil droit. Elle est alors dans l'incapacité d'ouvrir les yeux et doit être amenée aux urgences. Sa cornée est abîmée. La jeune chanteuse décide toutefois de ne pas porter plainte ; elle manifeste également sa volonté de ne pas prendre de repos, afin de ne pas décevoir le public.
En juillet 2005, après huit ans de collaboration avec Baby V.O.X et quatre albums, elle décide de quitter le groupe afin de poursuivre une vocation d'actrice.

### 2006 - 2008: L'èrePrincess HoursetThe 1st shop of Coffee Prince
Sa carrière de comédienne débute réellement dans la comédie romantique Princess Hours, où Yoon Eun-hye tient le rôle féminin principal aux côtés de Ju Ji-hoon. Adapté du manhwa à succès Goong de Park So-hee, Princess Hours est l'un des dramas les plus attendus de 2006. La comédienne fait néanmoins face à une nouvelle polémique : le choix de Yoon pour camper l'héroïne suscite de nombreuses protestations de la part des fans du livre original, ces derniers estimant qu'elle n'est pas assez expérimentée pour incarner le personnage. Princess Hours rentre également en concurrence avec la série My Girl, autre drama romantique très populaire porté par Lee Joon-gi. Les premiers épisodes sont accueillis fraîchement mais l'audimat s'accroît au fil de la diffusion, si bien que les audiences montent jusqu'à atteindre près de 30 % au niveau national. La série est alors prolongée, passant de 20 à 24 épisodes. La performance de Yoon Eun-hye est finalement reconnue, notamment lors des 42èmes Baeksang Arts Awards où elle est nommée dans la catégorie Meilleure nouvelle actrice. Elle est dès lors considérée comme l'une des figures emblématiques de la hallyu. Une suite est produite en 2007 sous le titre de Prince Hours (Goong S), sans le casting original et avec un succès moindre.
Toujours en 2006, Yoon Eun-hye fait ses débuts au cinéma dans le film The Legend of Seven Cutter où elle campe une boxeuse. La même année, elle figure dans la série The Vineyard Man, diffusée sur KBS. Concurrencé par la série Jumong, commandée pour le quarante-cinquième anniversaire de la chaîne MBC, le drama peine à trouver son public ; cependant, l'audience augmente progressivement jusqu'à atteindre 15,6 % pour son dernier épisode et reçoit des critiques élogieuses. Pour son interprétation, elle remporte le prix de la meilleure actrice aux Grimae Awards de 2006.
En parallèle, Yoon Eun-hye poursuit ses études. Depuis le 26 février 2007, elle est titulaire d'une licence en administration des affaires, spécialisée dans la gestion touristique, obtenue à la Kyung Hee Cyber University.
Sa notoriété est renforcée à l'été 2007 : Yoon Eun-hye est en effet la comédienne phare de la comédie romantique The 1st Shop of Coffee Prince, drama phénomène diffusé sur MBC. Elle incarne l'héroïne, Go Eun-chan, une jeune fille androgyne, débrouillarde et tenace, contrainte de se faire passer pour un homme suite un malentendu ; celle-ci se retrouve alors à travailler pour un héritier capricieux mais séduisant dont elle finit par s'éprendre. La série réunit notamment Gong Yoo, Lee Sun-kyun, Chae Jung-an, Lee Eon ou encore Kim Jae-wook. La série enregistre une moyenne de visionnage de 24,2% au niveau national et 25,6% des audiences à Séoul ; elle est ainsi l'un des plus gros succès de l'année pour la chaîne MBC. Les retours sont élogieux. Yoon Eun-hye décroche notamment le prix d'Excellence aux MBC Drama Awards de 2007. Elle est également la plus jeune comédienne a remporté le prix de la Meilleure actrice aux prestigieux Baksang Arts Awards.

### 2009 - 2011: Le rejet postCoffee Prince
En 2009, Yoon Eun-hye s'illustre dans une nouvelle comédie romantique, Take Care of the Young Lady, sur KBS. Le drama est un succès modéré et Yoon est très sévèrement critiquée pour son jeu et son accent jugés peu naturels. Les retours les plus violents affirment que la jeune femme a régressé et que sa prestation est largement en dessous de ses performances antérieures.
L'année suivante, elle revient au cinéma après cinq ans d’absence : elle tient l'un des rôles principaux du récit initiatique comique My Black Mini Dress, basé sur le roman chick lit du même nom de Kim Min-seo. Elle enchaîne avec la comédie sentimentale Lie to Me (2011) de SBS, où elle incarne une fonctionnaire intelligente malchanceuse en amour et mythomane. Aucun de ces projets ne rencontrent le succès.

### 2012 - 2014: Le retour en grâce avecMissing You
En 2012, Yoon Eun-hye fait ses débuts en tant que réalisatrice avec le court métrage The Knitting. Le film est projeté lors du 17ème Festival international du film de Busan et concourt en compétition officielle, dans la catégorie des Courts métrages coréens. Il est également diffusé au 38ème Festival du film indépendant de Séoul, au sein de la catégorie Nouveau choix.
La même année, lors du Festival international du court métrage asiatique (AISFF), Yoon intègre le jury pour la catégorie Face of Short Film Awards.
Toujours en 2012, elle signe son retour sur le petit écran avec Missing You. Ce thriller mélodramatique la voit tenir le rôle féminin principal aux côtés de Park YooChun, ex-DBSK et membre actuel de JYJ. Cette performance marque un retour en grâce pour Yoon, laquelle reçoit des éloges sur sa performance.
S'ensuit le rôle principal dans la comédie romantique de KBS Marry Him If You Dare, où elle interprète une jeune femme qui voyage dans le temps pour changer son avenir.
En 2014, elle est la tête d'affiche du film romantique sino-sud-coréen After Love.

### 2015 - 2016: Le scandale et l'interruption de sa carrière
En 2015, Yoon Eun-hye rejoint la deuxième saison de Goddess Fashion, une émission de téléréalité chinoise dans laquelle les participants doivent présenter leurs créations vestimentaires aux juges. Le 29 août 2015, elle remporte le concours avec un manteau blanc à col dont les manches sont ornées de franges, s'inscrivant dans le thème du Monde de Narnia. Suite à sa victoire, elle est accusée de plagiat par le créateur de mode sud-coréen Yoon Choon-ho. Une autre de ses créations est également étrillée pour ses similitudes avec une robe Dolce & Gabbana, issue de la collection automne-hiver 2015. L'actrice nie ces allégations, affirmant avoir rendu hommage aux modèles Viktor & Rolf de 2008 et à la collection Lanvin de 2014. Elle condamne fermement les dires Yoon Choon-ho et l'accuse de chercher la célébrité par l'intermédiaire du scandale.
A la suite de ce scandale, elle se retire de la scène médiatique durant un an.

### 2017 -: Un retour difficile

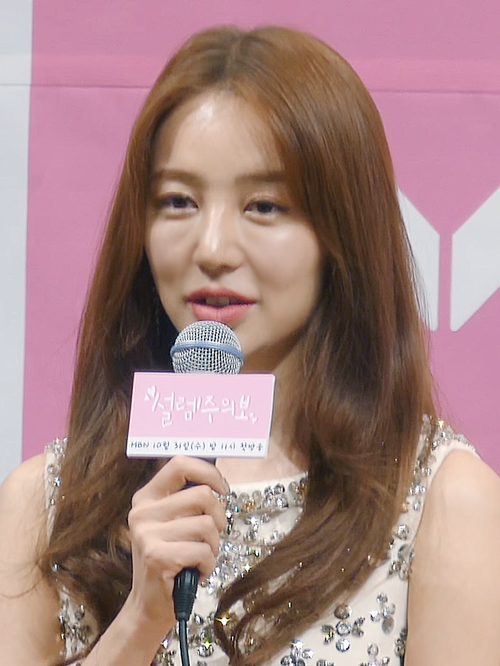
Yoon Eun-hye en 2018.

En 2017, Yoon Eun-hye retourne à l'industrie du divertissement. Elle apparaît régulièrement dans l'émission de variétés Dear Pet, We Need to Talk de tvN.
Courant 2018, elle est choisie comme interprète principale pour la comédie romantique Love Alert. Le héros est incarné par Chun Jung-myung. Le drama marque son retour au petit écran cinq ans après sa dernière série, Marry Him If You Dare, en 2013.
En 2019, Yoon intègre la distribution de la mini-série dramatique Go Go Song et a pour partenaire Ji Il-joo.

## Vie privée
Courant 2006, elle aurait été durant un temps la compagne du chanteur Kim Jong-kook. Cette liaison, jamais confirmée par les deux intéressés, a provoqué un scandale auprès du public coréen.

## Filmographie

### Actrice

#### Cinéma
- Urgence 19 (2002) - Caméo
- The Legend of Seven Cutter / Seven Cutter / Escaping Charisma (2006)
- My Black Mini Dress (2011)
- Chronicle of a Blood Merchant (2015) - Caméo
- After Love (2015)

#### Télévision
- Princess Hours / Goong (MBC, 2006)
- The Vineyard Man (KBS, 2006)
- The 1st Shop of Coffee Prince (2007)
- Take Care of the Young Lady (My Fair Lady) (2009)
- Personal Taste (2010) - Caméo, épisode 8
- Lie to Me (2011)
- Missing You (MBC, 2012-2013)
- Marry Him If You Dare (KBS2, 2013)
- Love Alert (MBN, 2017)
- Go Go Song (CGNTV, 2019)

### Réalisatrice
- The Knitting (2012), court métrage

## Récompenses
- 2008 44th Baeksang Awards: Award de la meilleure actrice pour The 1st Shop of Coffee Prince
- 2007 MBC Drama Awards: Top Excellence Acting Award pour The 1st Shop of Coffee Prince
- 2006 The Grime Awards: meilleure actrice pour The Vineyard Man
- 2006 KBS Acting Awards: Award de la meilleure nouvelle actrice pour The Vineyard Man
- 2006 KBS Acting Awards: Award du meilleur couple avec Oh Man Suk
- 2006 MBC Drama Awards: Award de la nouvelle actrice pour Goong
- 2004 Hallyu Award: 15th Seoul Music Awards
- 2003 Korean Music Awards: Award de la meilleure chanteuse
- 2002 SBS Music Awards: Representative Award
- 2001 Award Model Line: La chanteuse la mieux habillé (Best Dressed Singer)
- 1999 10th Seoul Music Awards: Award de la meilleure chanteuse